# Tsibritsa
Tsibritsa (bulgariska: Цибрица) är ett vattendrag i Bulgarien.   Det ligger i regionen Montana, i den nordvästra delen av landet, 130 km norr om huvudstaden Sofia.
Trakten runt Tsibritsa består till största delen av jordbruksmark. Runt Tsibritsa är det ganska glesbefolkat, med 29 invånare per kvadratkilometer.